# جايد ريفير
جايدي يوك فن ريفيير (ولدت في 22 يناير 2001) هي لاعبة كرة قدم كندي محترف تلعب في خانة ظهير أيمن لنادي دوري السوبر للسيدات مانشستر يونايتد للسيدات ومنتخب كندا للسيدات. لعبت ريفيير كرة القدم الجامعية في جامعة ميشيغان قبل أن توقع أول عقد احترافي لها مع مانشستر يونايتد عام 2023. مثلت منتخب كندا لكرة القدم للسيدات في عدة مستويات شبابية قبل أن تحصل على أول مباراة دولية لها مع المنتخب الأول عام 2017. في عام 2021، فازت بالميدالية الذهبية في الألعاب الأولمبية الصيفية 2020 في طوكيو، اليابان.

## نشأتها
وُلدت ريفيير في ماركهام، أونتاريو، وتعلمت كرة القدم لأول مرة على يد والدها عندما كانت في الثالثة من عمرها. بدأت لعب كرة القدم مع نادي ويست روج لكرة القدم في سن الرابعة، ثم مثلت نادي بيكرينج لكرة القدم، قبل أن تنتقل إلى ماركهام لكرة القدم في سن الثالثة عشرة. التحقت بمدرسة بيل كروذرز الثانوية حيث لعبت أيضًا الكرة الطائرة وكرة القدم الأمريكية وألعاب القوى، وحصلت على لقب رياضية العام بعد تسجيلها 50 هدفًا في 20 مباراة فقط بالدوري في عامها الوحيد في كرة القدم بالمدرسة الثانوية قبل الانضمام إلى برنامج أونتاريو ريكس. في أغسطس 2017 انتقلت ريفيير عبر البلاد إلى برنابي، كولومبيا البريطانية، للانضمام إلى برنامج الإقامة في أكاديمية فانكوفر وايتكابس سوبر ريكس.

## مسيرتها الجامعية
تعهدت ريفيير شفهيًا باللعب مع فريق ميشيغان ولفرينز لكرة القدم الجامعية في جامعة ميشيغان عام 2014. تلقت 28 عرضًا للمنح الدراسية الكاملة قبل التحاقها بكلية ميشيغان لعلم الحركة في خريف عام 2019. كما رفضت عروضًا للعب بشكل احترافي من أجل الالتحاق بجامعة ميشيغان. ظهرت لأول مرة في الجامعة بدءًا من المباراة الافتتاحية للموسم في 22 أغسطس 2019، بفوزها خمسة دون مقابل على مارشال ثاندرينغ هيرد. سجلت هدفها الجامعي الأول والوحيد في 08 نوفمبر 2019، مسجلةً هدف الفوز في الوقت الإضافي في فوز 2-1 على فريق روتجرز سكارليت نايتس في نصف نهائي بطولة كرة القدم النسائية بيغ تين لعام 2019. في موسمها الأول، تم اختيارها ضمن فريق بيغ تين. في عام 2021، شاركت في 22 مباراة، وهو أعلى رقم لها في مسيرتها، وساعدت في قيادة ميشيغان إلى لقب بطولة كرة القدم للسيدات بيغ تين لعام 2021، وهو اللقب الثالث في تاريخ الفريق والأول منذ عام 1999، بالإضافة إلى أفضل ظهور لها في ربع نهائي، ظهرت مرة واحدة في موسم 2022، في 28 أغسطس ضد فريق بوسطن يونيفرستي تيريرز، قبل أن تعلن أنها ستنهي مسيرتها المهنية في ميشيغان مبكرًا بسبب إصابة في الجزء السفلي من الجسم. في المجموع، شاركت في 47 مباراة مع ميشيغان، وسجلت هدفًا واحدًا وثلاث تمريرات حاسمة.

## مسيرتها الكروية
في أبريل 2022، وقّعت ريفيير عقدًا مع نادي إيه إف سي آن أربور التابع لدوري الولايات المتحدة للسيدات للهواة قبل انطلاق موسم 2022 الافتتاحي لدوري الولايات المتحدة للسيدات.  وشاركت في أربع مباريات خلال الموسم.
على الرغم من ترشيحها كاختيار في الجولة الأولى، لم تُعلن ريفيير عن ترشحها لمسابقة دوري كرة القدم للسيدات الوطني لعام 2023 وسط شائعات عن اهتمام أندية أوروبية بها. في 21 يناير 2023، وقّعت أول عقد احترافي لها مع نادي مانشستر يونايتد للسيدات في الدوري الممتاز لمدة عامين ونصف. ظهرت لأول مرة في 7 مايو، كبديلة في الدقيقة 86 في مباراة الفوز 3-0 على توتنهام هوتسبير للسيدات في دوري كرة القدم للسيدات.

## المسيرة الدولية

### منتخب كندا للشباب
شاركت ريفيير لأول مرة مع برنامج الشباب الكندي وهي في الرابعة عشرة من عمرها عندما استدعتها بيف بريستمان للانضمام إلى معسكر إكسل مع منتخب كندا تحت 17 عامًا في سبتمبر 2015، بعد ذلك تم اختيارها ضمن تشكيلة أول بطولة في شهر مارس 2016، حيث شاركت أربع مرات في بطولة الكونكاكاف للسيدات تحت 17 عامًا 2016. في وقت لاحق من ذلك العام، كانت ضمن التشكيلة التي احتلت المركز الثاني في بطولة الكونكاكاف للفتيات تحت 15 عامًا 2016، حيث شاركت في جميع المباريات السبع وسجلت أربعة أهداف قبل أن تنهي العام بظهورها الثالث في البطولة، وهذه المرة في كأس العالم للسيدات تحت 17 عامًا 2016، حيث شاركت في مباراتين. بعد ظهورها لأول مرة على المستوى الدولي في عام 2017، واصلت ريفيير الظهور على مستوى الشباب، حيث مثلت كندا في ثلاث بطولات شبابية رئيسية في عام 2018؛ حيث بدأت العام باللعب في كل مباراة في بطولة الكونكاكاف للسيدات تحت 20 عامًا 2018، واحتلت المركز الثالث في بطولة الكونكاكاف للسيدات تحت 17 عامًا 2018، وأنهت العام بالوصول إلى نصف نهائي كأس العالم للسيدات تحت 17 عامًا 2018.

### منتخب كندا الوطني الأول
في نوفمبر 2017، استُدعيت ريفيير إلى منتخب كندا الأول لكرة القدم للسيدات لأول مرة لخوض سلسلة من مباراتين وديتين ضد منتخب الولايات المتحدة لكرة القدم للسيدات. في 12 نوفمبر 2017، ظهرت لأول مرة على المستوى الدولي في المباراة الثانية من المباراتين، حيث دخلت كبديلة عن اللاعب أدريانا ليون في أمام الولايات المتحدة. بدأت أول مباراة لها مع الفريق الأول في 08 أبريل 2019، وساهمت في تسجيل هدفي الفوز الودي ضد نيجيريا.
في مايو 2019، تم اختيارها ضمن قائمة المنتخب المشارك في كأس العالم للسيدات 2019 في فرنسا. دخلت كبديلة في المباراة الافتتاحية، شاركت أساسيةً في المباراة التالية ضمن دور المجموعات، والتي انتهت بفوز منتخب نيوزيلندا بنتيجة 2-0. ثم شاركت في مباراتين أخريين كلاهما كبديلة، حيث خرجت كندا من ربع النهائي على يد منتخب السويد.
سجلت هدفها الأول مع الفريق الأول في 29 يناير 2020، وهو الهدف السادس في فوز 11-0 على سانت كيتس ونيفيس خلال بطولة تصفيات الكونكاكاف الأولمبية للسيدات 2020. في الألعاب الأولمبية مثّلت منتخب كندا في أولمبياد 2029 في طوكيو، اليابان. ظهرت ضمن مقاعد البدلاء في المباراة الافتتاحية، حلت ريفيري محل أليشا تشابمان كلاعبة أساسية في مباريات مرحلة المجموعات المتبقية، حيث تغلبت على تشيلي وتعادلت مع بريطانيا. بعد حصولها على بطاقة صفراء ضد البرازيل في ربع النهائي، تم إيقاف ريفيير بسبب تراكم البطاقات الصفراء عن نصف النهائي ضد الولايات المتحدة ولكنها عادت لمباراة الميدالية الذهبية، حيث حلت بديلة خلال الوقت الإضافي حيث فازت كندا بالميدالية الذهبية بفوزها بركلات الترجيح على السويد.
اختيرت ضمن تشكيلة كندا في بطولة الكونكاكاف للسيدات 2022، انهى منتخب كندا المسابقة في الوصافةً. كما اختيرت ضمن تشكيلة كندا المكونة من 23 لاعبة لكأس العالم للسيدات 2023. تم استدعاء ريفيير إلى تشكيلة كندا للمشاركة في دورة الألعاب الأولمبية الصيفية 2024.

## الإنجازات
ميشيغان وولفرينز
بطولة مؤتمر العشرة الكبار لكرة القدم النسائية: 2021
مانشستر يونايتد
كأس الاتحاد الإنجليزي للسيدات: 2023-24، المركز الثاني: 2022–23، 2024–25
منتخب كندا الوطني الأول لكرة القدم
الميدالية الذهبية في الألعاب الأولمبية الصيفية: 2021
كأس بيناتار: 2025